# Бельвю (Айова)
Бельвю (англ. Bellevue) — місто (англ. city) в США, в окрузі Джексон штату Айова. Населення — 2363 особи (2020).

## Географія
Бельвю розташований за координатами 42°15′46″ пн. ш. 90°25′53″ зх. д. / 42.26278° пн. ш. 90.43139° зх. д. (42.262695, -90.431458).  За даними Бюро перепису населення США в 2010 році місто мало площу 3,64 км², з яких 3,46 км² — суходіл та 0,18 км² — водойми.

### Клімат
| Клімат : Бельвю         | Клімат : Бельвю | Клімат : Бельвю | Клімат : Бельвю | Клімат : Бельвю | Клімат : Бельвю | Клімат : Бельвю | Клімат : Бельвю | Клімат : Бельвю | Клімат : Бельвю | Клімат : Бельвю | Клімат : Бельвю | Клімат : Бельвю | Клімат : Бельвю |
| Показник                | Січ.            | Лют.            | Бер.            | Квіт.           | Трав.           | Черв.           | Лип.            | Серп.           | Вер.            | Жовт.           | Лист.           | Груд.           | Рік             |
| Абсолютний максимум, °C | 17,2            | 20,0            | 30,6            | 34,4            | 34,4            | 37,8            | 38,9            | 39,4            | 37,2            | 35,0            | 25,0            | 19,4            | 39,4            |
| Середній максимум, °C   | −1,7            | 0,6             | 7,8             | 15,6            | 21,7            | 26,7            | 28,9            | 28,3            | 23,9            | 17,2            | 8,3             | 0,6             | 14,9            |
| Середня температура, °C | −6,7            | −4,3            | 1,7             | 9,3             | 15,3            | 20,6            | 22,8            | 21,9            | 17,3            | 11,1            | 3,3             | −3,8            | 9,1             |
| Середній мінімум, °C    | −11,7           | −9,4            | −3,3            | 3,3             | 8,9             | 14,4            | 16,7            | 15,6            | 11,1            | 5,0             | −1,7            | −8,3            | 3,4             |
| Абсолютний мінімум, °C  | −37,2           | −36,7           | −29,4           | −15             | −5              | 1,7             | 5,0             | 2,2             | −4,4            | −10             | −22,8           | −32,2           | −37,2           |
| Норма опадів, мм        | 33              | 30              | 56              | 84              | 97              | 117             | 94              | 99              | 91              | 66              | 58              | 41              | 866             |
| Днів з опадами          | 8               | 7               | 9               | 10              | 11              | 11              | 9               | 9               | 9               | 8               | 8               | 8               | 107             |
| Днів зі снігом          | 5,1             | 3,5             | 1,8             | 0,3             | 0               | 0               | 0               | 0               | 0               | 0               | 0,7             | 4,6             | 16              |
| ----------------------- | --------------- | --------------- | --------------- | --------------- | --------------- | --------------- | --------------- | --------------- | --------------- | --------------- | --------------- | --------------- | --------------- |
| Джерело: Weatherbase    |                 |                 |                 |                 |                 |                 |                 |                 |                 |                 |                 |                 |                 |

## Демографія
Згідно з переписом 2010 року, у місті мешкала 2191 особа в 966 домогосподарствах у складі 584 родин. Густота населення становила 601 особа/км².  Було 1120 помешкань (307/км²).
Расовий склад населення:
| - 99,0 % — білих - 0,1 % — корінних американців - 0,1 % — чорних або афроамериканців |

До двох чи більше рас належало 0,6 %. Частка іспаномовних становила 0,8 % від усіх жителів.
За віковим діапазоном населення розподілялося таким чином: 20,7 % — особи молодші 18 років, 54,4 % — особи у віці 18—64 років, 24,9 % — особи у віці 65 років та старші. Медіана віку мешканця становила 46,8 року. На 100 осіб жіночої статі у місті припадало 88,7 чоловіків;  на 100 жінок у віці від 18 років та старших — 86,1 чоловіків також старших 18 років.
Середній дохід на одне домашнє господарство  становив 55 071 долар США (медіана — 44 089), а середній дохід на одну сім'ю — 65 984 долари (медіана — 57 417). Медіана доходів становила 50 417 доларів для чоловіків та 35 625 доларів для жінок. За межею бідності перебувало 8,0 % осіб, у тому числі 7,9 % дітей у віці до 18 років та 11,6 % осіб у віці 65 років та старших.
Цивільне працевлаштоване населення становило 993 особи. Основні галузі зайнятості: освіта, охорона здоров'я та соціальна допомога — 22,3 %, виробництво — 16,0 %, роздрібна торгівля — 15,3 %.